# 太平洋戦全国戦災都市空爆死没者慰霊塔

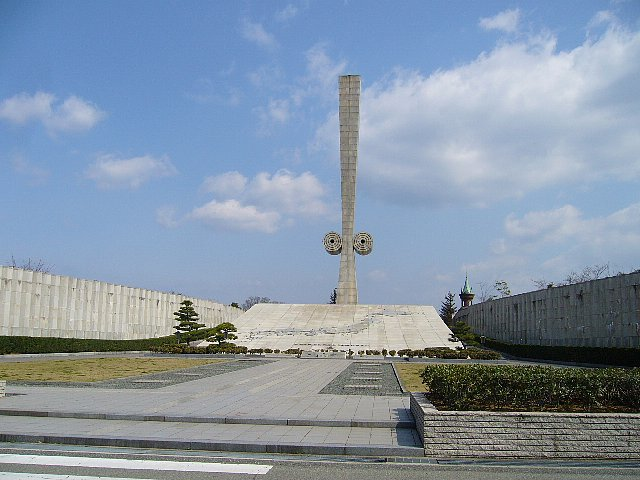
手柄山に聳える慰霊塔

太平洋戦全国戦災都市空爆死没者慰霊塔（たいへいようせんぜんこくせんさいとしくうばくしぼつしゃいれいとう）とは、兵庫県姫路市の手柄山平和公園にある無宗教の慰霊塔。

## 概説
1947年（昭和22年）1月、当時の姫路市長・石見元秀が全国で被災した113都市（東京都と112市町）に呼びかけ、全国戦災都市連盟（現在の一般財団法人太平洋戦全国空爆犠牲者慰霊協会）が結成された。1952年（昭和27年）4月、恒久平和確立の象徴として慰霊碑建設が提案され、同年7月に建立場所として姫路市の手柄山を選定した。
1953年（昭和28年）5月に着工し、1956年（昭和31年）10月26日に竣工した。設計は高谷隆太郎で、建設は寄付金により賄われ、費用は当時の金額で8,000万円である。
現在、一般財団法人太平洋戦全国空爆犠牲者慰霊協会により維持、管理されており、毎年10月26日、太平洋戦全国空爆犠牲者追悼平和祈念式が開かれている。建設後、60年が過ぎ老朽化が進み維持・修理に経費が掛かる事から総務省への移管が検討されている。
慰霊塔の形は刀を地中に突き刺した形であり、もう戦争をしないという事が表されている。